# 救援失败
救援失敗（英語：Blown Save，通常記為），指的是在棒球比赛中，投手在符合救援情境下登場，但是他讓球隊被追平分數，就會被紀錄一次救援失敗。如果反而變成落後直到比賽結束，還可能會被加記一次敗投（敗投的認定是球隊落後的第一分，不論是否為自責分，是算在誰的紀錄上）。救援失敗這項數據在1988年之後才逐漸受到重視。
救援失敗的投手，運氣好的話可以撿到一次勝投的紀錄 (例：9局上半，投手被追平，卻在9局下半得分反勝），不過仍然無法抵消救援失敗對他評價的傷害。
在一場競爭激烈、你來我往、互有領先的拉鋸戰裡，常常可以看到雙方有好幾個投手被記為救援失敗。